# لوکاس کومینلی
لوکاس کومینلی (انگلیسی: Lucas Cominelli؛ زادهٔ ۱۵ دسامبر ۱۹۷۶) بازیکن فوتبال است.
از باشگاه‌هایی که در آن بازی کرده‌است می‌توان به باشگاه فوتبال نیوکاسل یونایتد اشاره کرد.